# Eugeniusz Jagiełło
Eugeniusz Jagiełło (ur. 18 grudnia 1873 w Warszawie, zm. 19 sierpnia 1947 tamże) – robotnik, działacz Polskiej Partii Socjalistycznej – Lewicy, poseł do Czwartej Dumy (1912-1917). Był jedynym posłem socjalistycznym z obszaru Królestwa Polskiego w Dumie Państwowej.

## Młodość
Eugeniusz Jagiełło urodził się 18 grudnia 1873 roku w Warszawie jako syn Józefa, robotnika. Po ukończeniu trzyletniej szkoły początkowej w Warszawie pracował jako tokarz w Lublinie, Kijowie oraz w Warszawie, gdzie przez pewien czas prowadził swój własny warsztat przy ul. Leszno 75. Prawdopodobnie należał wówczas do Polskiej Partii Socjalistycznej. Od 1906 roku Jagiełło był działaczem PPS-Lewicy. Według wywiadu carskiej Ochrany w 1908 jeździł w sprawach organizacyjnych do Wiednia i przyjmował u siebie emisariuszy. 

## Wybory do Dumy
W kwietniu 1912 na XI Zjeździe PPS-Lewicy w Opawie podjęto decyzję o udziale partii w wyborach do IV Dumy. W przyjętej uchwale wskazano, iż szanse wyborcze z uwagi na prawo wyborcze są nikłe:

Pomimo to partia weźmie czynny udział w wyborach w pierwszej linii po to aby wyzyskać okres wyborczy, okres ogólnego poruszenia politycznego, dla agitacji na rzecz swoich haseł i zasad dla uświadamiania i organizowania mas.

W sierpniu tego roku wraz z żydowską partią socjalistyczną Bund utworzono komitet wyborczy Zjednoczenia Socjalistycznego. Socjaldemokracja Królestwa Polskiego i Litwy nie odpowiedziała na propozycję wspólnego bloku. PPS-Frakcja Rewolucyjna bojkotowała te wybory (tak jak i poprzednie). W specjalnej ulotce Komitet Zjednoczenia Socjalistycznego ogłosił swoje żądania. Postulował ogłoszenie demokratycznej republiki, która zabezpieczała by władzę narodu i dawała pełnię wolności obywatelskiej. Domagał się demokratycznego miejscowego i prowincjonalnego samorządu i częściowej autonomii dla Polski. Optował za opracowaniem i wprowadzeniem w życie szerokiej ustawy robotniczej, która określałaby dzień pracy na 8 godzin, gwarantowała państwowe ubezpieczenie dla wszystkich pracowników i nieprzerwany cotygodniowy 42 godzinny wypoczynek z zabezpieczeniem możliwości sobotniego wypoczynku dla żydowskich robotników i pracowników umysłowych. Wśród innych żądań znalazły się takie postulaty, jak: zmiana specjalnie żydowskich ograniczeń, zmiana wykluczających praw, przede wszystkim skasowanie linii osiadłości, narodowo-kulturalna autonomia, równouprawnienie językowe i narodowe na zebraniach oraz w związkach, szkole, sądzie i instytucjach państwowych i miejscowych, przerwanie prześladowań za przestępstwa polityczne, skasowanie sądów wojennych i stanów wyjątkowych, zupełna amnestia dla tych, co ucierpieli w walce o wolność, nietykalność osób, wolność koalicji, związków i zgromadzeń, powszechne nauczanie, zmiana armii stałej na narodową obronę krajową, oddzielenie kościoła od państwa, podatek od dochodu, wielka reforma rolna.
Wybory odbywały się w czterech kuriach wyborczych: chłopów, właścicieli ziemskich, mieszkańców miast i robotników fabrycznych. Wyborcy głosowali na przedstawicieli (elektorów), którzy następnie wybierali posłów. W Warszawie wyłoniono 80 przedstawicieli, w tym 3 elektorów w kurii robotniczej. Następnie przedstawiciele wybierali jednego posła. Eugeniusza Jagiełłę zgłosili robotnicy z zakładów metalowych „Borman i Szwede” z ul. Srebrnej, gdzie pracował, lub według innej wersji z fabryki Orthweina i Karasińskiego. Nie był pierwszoplanowym działaczem, ale spełniał wymogi ordynacji wyborczej, ponieważ nie był karany za nieprawomyślność, ani nie był notowany przez policję. Początkowo zwlekał ze zgodą na kandydowanie bojąc się, że nie podoła obowiązkom posła. Został jednak w lipcu na wyjeździe w Wiśle przekonany przez Marię Koszutską, Stefana Królikowskiego i Annę Dębowską, którzy jednocześnie podjęli się dokształcania kandydata.
W wyborach pełnomocników komitetów wyborczych w Warszawie socjaliści zdobyli 42 miejsca (PPS-Lewica – 27, SDKPiL – 14, Bund – 1), 20 zdobyło Stronnictwo Narodowo-Demokratyczne, „Koncentracja Narodowa” (tzw. secesja) – 8 miejsc, zaś bezpartyjni – 18. W wyborach wyborców w kurii robotniczej 1 mandat zdobyła PPS-Lewica, zaś 2 – SDKPiL. 
Na jedno miejsce poselskie zgłoszono kandydatów: Romana Dmowskiego z ramienia SND, Jana Kucharzewskiego – z „Koncentracji Narodowej” i Eugeniusza Jagiełłę – ze Zjednoczenia Socjalistycznego. Tymczasem wśród wyborców wybierających posłów było 46 głosów żydowskich i 34 chrześcijan. W dniu wyborów Kucharzewski otrzymał 33 głosy, zaś Jagiełło – 43 głosy.
Jagiełło zyskał przeważnie głosy elektorów pochodzenia żydowskiego oraz Polaków z kurii robotniczej. Wyborcy żydowscy chcieli oddać mandat ze stolicy Polakowi, a ponieważ nikt spośród kandydatów nie zapewniał im równouprawnienia w samorządzie miejskim, postanowiono oddać głosy elektorskie na Jagiełłę. Wybór był dość sporym zaskoczeniem, gdyż z uwagi na kurialny system wyborczy nie oczekiwano zwycięstwa ze strony przedstawiciela robotników. Dlatego też nie kandydowali najważniejsi działacze. Według niektórych relacji, gdy zorientowano się o możliwości jego wyboru, PPS-Lewica rozważała nawet początkowo wycofanie kandydata, do czego jednak nie doszło.  
Wybór Jagiełły wywołał dwojakie reakcje. Z jednej strony narodowa demokracja rozpoczęła olbrzymią kampanię bojkotu Żydów pod hasłem „swój do swego po swoje”. Pod patronatem Romana Dmowskiego powstało pismo „Gazeta poranna – 2 grosze”, poświęcona całkowicie propagandzie bojkotu. Posła Jagiełłę wskazywano jako posła żydowskiego. Z drugiej strony poseł był atakowany przez obie frakcje Socjaldemokracji Królestwa Polskiego i Litwy jako niereprezentujący robotników polskich.

## Poseł

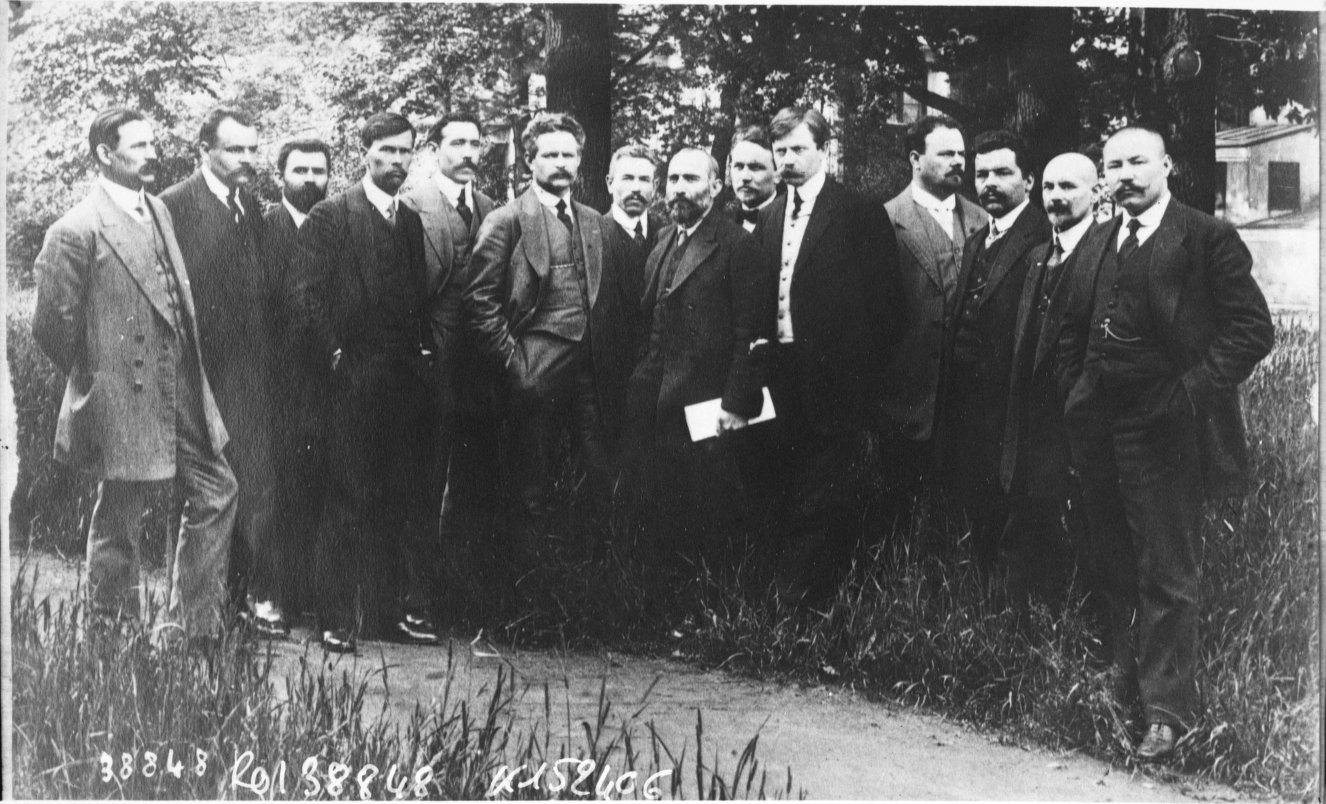
Socjaldemokratyczna frakcja w IV Dumie Państwowej. Eugeniusz Jagiełło – drugi z prawej, Roman Malinowski stoi w środku.

W Dumie Jagiełło został przyjęty do frakcji Socjaldemokratycznej Partii Robotniczej Rosji, pomimo zastrzeżeń bolszewików, którzy obawiali się utraty wpływów. W dotychczasowej frakcji było 13 posłów (7 mienszewików i 6 bolszewików). Pod naciskiem mienszewików otrzymał głos decydujący w sprawach działalności Dumy oraz wyłącznie doradczy w sprawach dotyczących SDPRR, choć bolszewicy uznawali, iż powinien otrzymać tylko głos doradczy we wszystkich kwestiach. W listopadzie 1913 doszło do rozłamu we frakcji, zaś za jedną z przyczyn bolszewicy wskazywali przyjęcie Jagiełły wbrew ich stanowisku. Po rozłamie Jagiełło pozostał we frakcji mienszewików. Posłowie Koła Polskiego w Dumie bojkotowali Jagiełłę (uważano, że wejście do frakcji socjaldemokratycznej jest zdradą sprawy polskiej), co znalazło potwierdzenie w uchwale z dnia 29 listopada 1912 roku, podjętej na wniosek Feliksa Raczkowskiego. 
W Dumie Eugeniusz Jagiełło wygłosił osiem przemówień: 
1. interpelacja o nauce religii;
2. interpelacja o katastrofach na kolejach i rugach Polaków z kolei warszawskich;
3. interpelacja o bezrobociu w Łodzi;
4. interpelacja o aresztowaniu w gazowni;
5. interpelacja o represjach w akcji ubezpieczeniowej;
6. deklaracja o samorządzie miejskim;
7. mowa o działalności ministerstwa spraw wewnętrznych;
8. mowa o etacie w ministerstwie sprawiedliwości[8].

Był delegatem PPS-Lewicy na Międzynarodowy Kongres Socjalistyczny w Bazylei we wrześniu 1912, lecz na obrady nie pojechał.  W grudniu 1913 uczestniczył w III Ogólnokrajowej Konferencji PPS-Lewicy w Krakowie. W czasie I wojny światowej Jagiełło został zmobilizowany i wziął udział w walkach jako żołnierz armii carskiej. Dostał się do niewoli austriackiej. W 1918 roku powrócił do Polski, podejmując ponownie pracę w zakładach metalowych w Warszawie. Działał w ruchu związkowym, lecz nie brał już znaczącego udziału w życiu politycznym. Zmarł 19 sierpnia 1947 w Warszawie.

## Ocena działalności
Ówczesny działacz PPS-Lewicy Adam Pragier krytycznie po latach oceniał działalność Jagiełły jako pozbawionego talentu i zaradności:

Więc próbowaliśmy  przynajmniej pisać dla niego przemówienia i materiały, które pozwoliłyby mu jako tako orientować się w świecie i w Rosji, a zwłaszcza w jego bezpośrednim środowisku w Dumie. Ale i to się okazało beznadziejne, bo Jagiełło nie znał dostatecznie języka. (...) Więc trzeba było w końcu pozostawić biednego Jagiełłę jego niewesołemu losowi, co było tym przykrzejsze, że był to człowiek dobrej woli, który czuł się bardzo nieswojo w sytuacji, w jakiej mimowoli się znalazł

Zupełnie inną ocenę przedstawił członek Centralnego Komitetu Robotniczego PPS-Lewicy Witold Trzciński, który wskazywał na dużą aktywność społeczną posła m.in. w zakresie uwalniania aresztowanych robotników w gazowni u Aronowicza, Antoniego Szczerkowskiego z Pabianic, czy też prób przeniesienia w gorsze miejsce zesłańców z guberni tobolskiej. Według Trzcińskiego dzięki Jagielle uzyskano 5 tys. marek od niemieckich związkowców na pomoc dla strajkujących w Łodzi w styczniu 1914. Trzciński wymienia również aktywność w zakresie pomocy bezrobotnym i aktywność prasową:

To też ten rzekomo poseł „żydowski” zyskuje taką popularność, że bodaj nie ma zebrania robotniczego, na którym by nie inicjowano adresu do niego. Jak ta popularność wzrosła wskazuje, że w piśmie „Życie Warszawskie” rozpisano ankietę wśród czytelników o stosunku tychże do posła Jagiełły. Na 2153 odpowiedzi 1970 tj. 92% wypadło na rzecz Jagiełły.